# Bella Donna
Bella Donna är ett musikalbum av Stevie Nicks. Albumet släpptes i juli 1981, och var Nicks första musikalbum som soloartist. Albumet var framgångsrikt och är fortfarande hennes bäst säljande album solo, med bl.a. 4 miljoner sålda exemplar i USA. Nicks skrev eller samskrev alla låtar utom en på albumet. Mest kända blev de låtar som släpptes som singlar från skivan, "Stop Draggin' My Heart Around" (duett med Tom Petty), "Leather and Lace" (duett med Don Henley) och "Edge of Seventeen". Bland medverkande musiker på skivan märks Donald "Duck" Dunn från Booker T. and the MG's och Roy Bittan från The E Street Band.

## Låtlista
(Låtar skrivna av Stevie Nicks där inget annat anges)
1. "Bella Donna" - 5:18
2. "Kind of Woman" (Nicks, Benmont Tench) - 3:08
3. "Stop Draggin' My Heart Around" (Tom Petty, Mike Campbell) - 4:02
4. "Think About It" (Nicks, Roy Bittan) - 3:33
5. "After the Glitter Fades" - 3:27
6. "Edge of Seventeen" - 5:28
7. "How Still My Love" - 3:51
8. "Leather and Lace" - 3:55
9. "Outside the Rain" - 4:17
10. "The Highwayman" - 4:49

## Listplaceringar
- Billboardlistan: #1[1]
- UK Albums Chart: #11[2]
- Topplistan: #14[3]